# Маки (Индијана)
Маки (енгл. Mackey) град је у америчкој савезној држави Индијана.

## Демографија
По попису из 2010. године број становника је 106, што је 36 (-25,4%) становника мање него 2000. године.
| Група             | 2000.       | 2010.       |
| Белци             | 139 (97,9%) | 104 (98,1%) |
| Афроамериканци    | 0 (0,0%)    | 0 (0,0%)    |
| Азијати           | 0 (0,0%)    | 0 (0,0%)    |
| Хиспаноамериканци | 3 (2,1%)    | 0 (0,0%)    |
| Укупно            | 142         | 106         |